# Frankelbach
Frankelbach est une municipalité de la Verbandsgemeinde Otterbach, dans l'arrondissement de Kaiserslautern, en Rhénanie-Palatinat, dans l'ouest de l'Allemagne.

## Références

Localisation de Frankelbach dans la Verbandsgemeinde et dans l'arrondissement.